# Imrich Kružliak
Imrich Kružliak (pseudonymy Marian Žiar, Anton Prokop, MŽ, IK  a další) (8. prosince 1914, Detva – 1. února 2019, Mnichov) byl představitel slovenského poválečného exilu, politik, krajanský pracovník, organizátor kulturního a politického života, redaktor, slovenský publicista, básník katolické moderny, spisovatel, historik, překladatel a exilový pracovník.

## Životopis
Jako svůj první dětský zážitek si vzpomíná na oběšení místního občana komunistickými povstalci Bély Kuna před kostelem. Lidovou školu vychodil v Detve, později v Banské Bystrici a gymnázium v Klášteře pod Znievom. Během vysokoškolských studií v Bratislavě byl jedním z nejaktivnějších katolických studentských lídrů ze Svoradova. Byl činný ve více katolických spolcích. Nejprve byl tajemníkem, později místopředsedou Ústředí slovenského katolického studentstva. Od roku 1938 byl organizační, později literární tajemník Slovenské ligy. V roce 1940 ukončil svá vysokoškolská studia na Filozofické fakultě Univerzity Komenského a získal titul PhDr. V letech 1940–1943 byl vedoucím Úřadu slovenského tisku, pak redaktorem periodik Bojovník a Národní noviny. V dobách slovenského válečného státu vedl tiskové oddělení na oboru Úřadu propagandy.
Po druhé světové válce se za katolické hnutí výrazně angažoval v Demokratické straně. Při volebním vítězství nad KSS v roce 1946 byl volebním manažerem Demokratické strany. V letech 1946–1947 byl tajemníkem pověřenectva SNR pro výživu a zásobování.
V roce 1949 emigroval ze Slovenska před komunistickou totalitou. Nejprve působil v Rakousku (1949–1951), později v Německu (od roku 1951). Zapojil se do protikomunistického odboje v Bílé legii. V bavorském Mnichově několik desetiletí vedl kulturní část rozhlasové stanice Svobodná Evropa, od roku 1972 byl šéfredaktorem exilového časopisu Horizont, od roku 1987 byl předsedou Spolku slovenských spisovatelů a umělců v zahraničí. Od sametové revoluce v roce 1989 žil střídavě v Bratislavě a Mnichově. Zasazoval se za vytvoření samostatné demokratické Slovenské republiky a po jejím vzniku byl poradcem prezidenta Michala Kováče.

## Členství ve svazech a sdruženích
Imrich Kružliak byl mimo jiné čestným předsedou Unie slovenských spisovatelů a umělců v zahraničí, předsedou kulturní komise Světového kongresu Slováků, členem Slovenského ústavu, členem PEN Centre of Writers in Exile a v svobodných poměrech v roce 1992–1995 členem předsednictva Matice slovenské.

## Tvorba
Před emigrací přispíval literárními příspěvky, publicistikou, glosami, úvahami a recenzemi do mnoha periodik (Rozvoj, Elán, Kultura, Slovák, Slovenská pravda, Národní noviny, Napřed, Katolické noviny, Verbum a jiné), během emigrace publikoval články, překlady, recenze, úvahy a glosy ve více exilových časopisech (Most, Rozhľady, Proměny, Svobodné Slovensko, Hlasy z Říma a jiné). První knižní literární dílo vydal v roce 1955. Byly to verše slovenských básníků propašované z vězení, které vyšly pod názvem Modlitby v poutech v Mnichově již v době jeho exilu. Po roce pokračoval v publikování literárních příspěvků, publicistiky, recenzí, úvah a glos v časopisech Koridor, Literární týdeník, Slovenské národní noviny, Slovenské pohledy, Katolické noviny a další.

## Ocenění
- 1994 Čestné občanství města Detva
- 1995 Řád Ľudovíta Štúra I. třídy
- 1996 cyrilometodějské medaile (udělena v Dullikenu)

## Dílo

### V emigraci (výběr)
- 1955 Modlitby v poutech (Gebete in fesseln), výběr z tvorby vězněných Slovenská básníků; přeložil Valentýn Berko (Mnichov)
- 1956 Chléb a svoboda
- 1957 Podej nám ruku, Evropa, sbírka překladů z maďarské, polské a ruské poezie (Mnichov)
- 1972 Rekviem za malíře (Galt)
- 1974 Písně a smutky (Řím), jediná básnická sbírka
- 1975 Živé stopy (Cambridge)

### Dílo po roce 1989 (výběr)
- 1990 V čekárně dějin, výběr z vlastní publicistiky
- 1994 Starý národ, mladý stát
- 1999 V čekárně dějin: Obrazy Slovenská osudů
- 2004 Víra a vzdor v slovenském dějinách
- 2004 Útěky z tísně. V stínu dvou totálně, autobiografie